# Symphonie no 2 de Křenek
Pour les articles homonymes, voir Symphonie no 2.
La Symphonie no 2 opus 12 est la seconde des sept symphonies d'Ernst Křenek. Composée en 1922, elle est créée en 1923 à Cassel au festival de la fédération des musiciens allemands. La partition est dédiée à Anna Mahler, l'épouse du compositeur, deuxième fille de Gustav Mahler.

## Structure
1. Andante sostenuto - Allegro agitato
2. Scherzo: Allegro deciso
3. Adagio - agitato

## Instrumentation
- Trois flûtes, trois bassons, trois hautbois, cinq clarinettes, six cors, quatre trompettes, quatre trombones, un tuba, percussion, célesta, cordes.